# Elina Salo
Aino Elina Salo (née le 9 mars 1936 à Sipoo) est une actrice finlandaise.

## Biographie
La carrière d'Elina Salo commence en 1956. Elle a joué dans plus de 50 films et dans des émissions de télévision mais Elle est surtout connue pour ses rôles au Lilla Teatern et dans les films de Aki Kaurismäki.
Elle a aussi fait de nombreux doublages sonores pour des émissions enfantines.
Elle a reçu le Prix Jussi pour son œuvre. En 2010, elle a été nommée Commandeur de l'Ordre des Arts et des Lettres.
Elina Salo a été mariée à Pertti Maisala de 1963 à 1976 et a une fille, Saara (née en 1964) 
Elina Salo vit principalement en France et a reçu l'Ordre des Arts et des Lettres français en 2009.

## Filmographie
| Longs métrages | Longs métrages                        | Longs métrages                |
| Année          | Titre                                 | Rôle                          |
| -------------- | ------------------------------------- | ----------------------------- |
| 1956           | Tyttö tuli taloon                     | Lulu, secrétaire              |
| 1956           | Rintamalotta                          | Soilikki                      |
| 1957           | Herra sotaministeri                   | Leena Autio                   |
| 1958           | Sotapojan heilat                      | Sirkka Kolehmainen            |
| 1958           | Kulkurin masurkka                     | Annikki                       |
| 1959           | Taas tapaamme Suomisen perheen        | Laura Sorri                   |
| 1959           | Patarouva                             | Kastehelmi Seppälä            |
| 1960           | Skandaali tyttökoulussa               | Liisi Kortman                 |
| 1960           | Komisario Palmun erehdys              | Airi Rykämö                   |
| 1960           | Justus järjestää kaiken               | Bella                         |
| 1960           | Iloinen Linnanmäki                    | Tuija                         |
| 1961           | Tähtisumua                            | fille sous une lanterne       |
| 1961           | Minkkiturkki                          | Liisa                         |
| 1961           | Kultainen vasikka                     | Lahja Ahlroos                 |
| 1961           | Kaasua, komisario Palmu!              | Kirsti Skrof                  |
| 1962           | Yö vai päivä                          | opettajatar Mattila           |
| 1962           | Tie pimeään                           | Anita Salmela                 |
| 1962           | Naiset, jotka minulle annoit          | Kati Korpi                    |
| 1962           | Älä nuolase...                        | Elina Hankio                  |
| 1963           | Villin Pohjolan salattu laakso        | Tapion Inga                   |
| 1965           | Vaaksa vaaraa                         | Liisa Liljefors               |
| 1966           | Uhrina Helena                         | Hermione                      |
| 1967           | Työmiehen päiväkirja                  | Ritva Vehoniemi               |
| 1968           | Liejukana                             | Helen Webster                 |
| 1969           | Tre långa år                          | Ritva Ekholm                  |
| 1970           | Harry Munter                          | baarin avustaja               |
| 1971           | Niilon oppivuodet                     | professeur d'école secondaire |
| 1971           | Kreivi                                | Toini                         |
| 1973           | Rakennetaan sauna                     | Kikka                         |
| 1978           | Runoilija ja muusa                    | L. Onerva                     |
| 1979           | Herra Puntila ja hänen renkinsä Matti | pharmacienne                  |
| 1981           | Pedon merkki                          | infirmière                    |
| 1981           | Läpimurto                             | enseignante                   |
| 1982           | Jäähyväiset                           | Fräulein                      |
| 1986           | Lumikuningatar                        | le sorcier du nord            |
| 1986           | Linna                                 | Mizzi                         |
| 1987           | Hamlet Goes Business                  | Gertrud                       |
| 1988           | Petos                                 | caissière                     |
| 1990           | La Fille aux allumettes               | mère                          |
| 1991           | Kuolleita unelmia                     | ministre                      |
| 1993           | Tiens ton foulard, Tatiana            | hôtesse                       |
| 1996           | Au loin s'en vont les nuages          | Madame Sjöholm                |
| 1999           | Juha                                  | sœur de Shemeika              |
| 2002           | L'Homme sans passé                    | secrétaire du chantier naval  |
| 2011           | Le Havre                              | Claire                        |
| Téléfilms      |                                       |                               |
| Année          | Série                                 | Rôle                          |
| 1963           | Me Tammelat                           | Kristiina                     |
| 1963, 1965     | Teatterituokio                        | femme ivre / Mathilda         |
| 1969           | Muumipeikko                           | Pikku Myy                     |
| 1976           | Tuuti ja kirjaimet                    | Anita                         |
| 1984           | Vandrande skugga                      | Cecilia Reding                |
| 1993           | Nitroliiga                            | Inga Kontto                   |

## Distinctions
- Commandeur des Arts et des Lettres (2009)
- Médaille Pro Finlandia (1987)
- Jussi-béton pour l'œuvre d'une vie (2012)